# Аврам Таджер
Аврам Перец Таджер (на иврит: אברהם פרץ תג'ר) е полковник от българската армия с еврейски произход. Участник във Войните за национално обединение на България.

## Биография
Аврам Таджер е роден на 15 юли 1872 г. в София в семейството на търговеца Перец Таджер. Своето начално и основно образование получава в училища към Световния еврейски съюз, намиращи се в Самоков и София, а след това продължава образованието си в румънския град Брашов. Между 1891 и 1896 г. учи във Военното на Негово Величество училище (днес Национален военен университет „Васил Левски“). На 2 август 1896 г. получава ранк на подпоручик и е зачислен в XV Ломски пехотен полк, през 1900 г. е повишен в ранг поручик, а през 1905 г. – капитан и зачислен към XVI Ловчански пехотен полк и ръководи своя рота. Участва в Балканските войни и ръководи рота към по време на които се отличава със своя боен дух и получава ранг майор на 14 юли 1913 г.. След избухването на Първата световна война през 1914 г. и включването на България в нея през 1915 г., майор Таджер е зачислен към XLII пехотен полк, където ръководи батальон. Участва в сраженията срещу Сърбия, благодарение на своите заслуги през октомври 1915 г. ген. Янко Драганов повишава Аврам Таджер в подполковник.

### След Първата световна война
След край на Първата световна война и решенията от Ньойския мирен договор, Аврам Таджер става полковник от запаса. Между 1925 и 1931 г. оглавява Централната еврейска консистория в България. През 20-те и 30-те години със съмишленици подпомага на евреите ветерани от Войните за национално обединение, децата на загиналите в сражение, както и се противопоставя на проявите на антисемитизъм, защитивайки тезата, че българските евреи не са чужденци в България, изтъквайки тяхната саможертвеност в периода 1912-1918.

#### Застъвпане за правата на българите в Македония, Тракия и Добруджа
Като председател на Централната еврейска консистория в България и представител на българските евреи, о.з. полк. Таджер участва в конференция, посветена на правата на малцинствата, организирана от Съюза на европейските малцинства между 1928 и 1929 г. в швейцарския град Женева. Въпреки че пристигат и представители на българското население в Македония, Тракия и Добруджа, те не са допуснати до конференцията.

При откриването на конференцията Аврам Таджер се застъпва за правата на българите, останали извън пределите на България:
„Аз пожелавам на всички малцинства в Европа да живеят тъй както живее еврейското малцинство в България. Но виждам, че нашето място не е на тази конференция, тъй като най-онеправданото малцинство в Европа българите от Македония и Западните покрайнини, под натиска на югославското правителство, са лишени от правото си да участват в настоящата конференция.“
Делегацията, ръководена от Таджер, демонстративно напуска залата, благодарение на което български представители получават пълноправно участие в конференцията.

### 40-те години на ХХ в.
След приемането на Закона за защита на нацията напуска Съюза на запасните офицери и връща военните си ордени в знак на протест. Участва в публичната демонстрация в София, проведена на 24 май 1943 г. в защита и подкрепа на българските евреи. След Деветосептемврийския преврат, изразява желание да се присъедени като доброволец в армията, но получава отказ поради напредналата си възраст (72 години). 

### Последни години
През 1951 г. Аврам Таджер емигрира в Израел. Умира на 19 октомври 1958 г. (според някои източници 1961 г.) в Тел Авив.